# Diecezja Iligan
Diecezja Iligan (łac. Diœcesis Iliganensis) – diecezja rzymskokatolicka na Filipinach. Jej stolicą jest miasto Iligan.

## Historia
Powstała 17 lutego 1971 jako prałatura terytorialna. Wcześniej jej wierni należeli do prałatury terytorialnej Ozamiz. 15 listopada 1982 podniesiona do rangi diecezji.

## Główne świątynie
- Katedra: Katedra św. Michała Archanioła w Iligan

## Lista biskupów
- Bienvenido Solon Tudtud (1971-1977)
- Fernando Capalla (1977-1994)
- Emilio Bataclan (1995-2004)
- Elenito de los Reyes Galido (2006-2017)
- Jose Rapadas (od 2019)